# Ульякан (станція)
Ульякан (рос. Ульякан) — станція Могочинського регіону Забайкальської залізниці Росії, розташована на дільниці Куенга — Бамівська між станціями Зудира (відстань — 11 км) і Урюм (16 км). Відстань до ст. Куенга — 177 км, до ст. Бамівська — 572 км; до транзитного пункту Каримська — 409 км.